# West Central Franklin
El Territorio no Organizado de West Central Franklin es un territorio no organizado del condado de Franklin, Maine, Estados Unidos. Según la Oficina del Censo, a mediados de 2023 está deshabitado.

## Geografía
Está ubicado en las coordenadas 44°47′08″N 70°32′07″O / 44.78556, -70.53528 (44.785649, -70.535355). Según la Oficina del Censo, tiene una superficie total de 271.0 km², de los cuales 269.1 km² corresponden a tierra firme y 1.9 km² están cubiertos de agua.

## Demografía
Según el censo de 2020, en ese momento había 1 persona residiendo en la zona. La densidad de población era de 0.004 hab./km². El único habitante era de una mezcla de razas. No había hispanos o latinos viviendo en la región.